# Svarttjärnen (Hede socken, Härjedalen, 691941-136016)
Svarttjärnen är en sjö i Härjedalens kommun i Härjedalen och ingår i Ljusnans huvudavrinningsområde.